# OPML
Az OPML (Outline Processor Markup Language, kivonat feldolgozó leíró nyelv) kivonatok létrehozására szolgáló XML formátum. Eredetileg a Radio UserLand fejlesztette ki egy kivonatkészítő alkalmazás natív formátumaként, de ma már más célokra is alkalmazzák. Az egyik legelterjedtebb alkalmazási területe az RSS feed listák RSS olvasók közötti cseréje.
Az OPML specifikáció a kivonatot elemek hierarchikus, sorrendi listájaként definiálja. A specifikáció elég nyitott, így sok adatlista-típus esetén alkalmazható.

## XML formátum
Az OPML dokumentum XML elemei:
<opml version="1.0">
Ez a gyökér elem. Rendelkeznie kell egy verzió attribútummal, valamint tartalmaznia kell egy head és egy body elemet is.
<head>
Metaadatot tartalmaz. A következő opcionális elemeket tartalmazhatja:
title (cím), dateCreated (létrehozás dátuma), dateModified (módosítás dátuma), ownerName (tulajdonos neve), ownerEmail (tulajdonos e-mail-címe), expansionState (kibontás állapot), vertScrollState (függőleges helyzet állapot), windowTop (ablak teteje), windowLeft (ablak bal széle), windowBottom (ablak alja), windowRight (ablak jobb széle).
Minden elem egyszerű szövegből áll. A dateCreated és a dateModified elemek megfelelnek az RFC 822 dátum-idő formátum specifikációnak. Az expansionState azon sorok sorszámának vesszővel elválasztott listája, melyeket a megjelenítés során ki kellene bontani. A windowXXX a megjelenítő ablak helyzetét és méretét állítja be. Egy OPML feldolgozó figyelmen kívül hagyhatja az összes head alelemet.
<body>
A kivonatot tartalmazza. Egy vagy több outline elemet kell tartalmaznia.
<outline>
A kivonat egy sorát reprezentálja. Korlátlan számú egyéb elemet is tartalmazhat. Tipikus elemek a text és a type. Korlátlan számú outline alelemet is tartalmazhat.

## OPML példák
Komédium Színház
Hirlapom.hu RSS listája

## Alternatív specifikációk
Az OPML egy széles körben elterjedt szabvány, mivel szorosan kötődik az RSS-hez. Sok PIM program is használja.
Alternatív specifikációkat is ajánlottak. Egy ilyen specifikáció az OML. Bár nagyon hasonló az OPML-hez, az OML kikényszeríti az adatreprezentáció és a tartalom szétválasztását, valamint a szöveges tartalmat XML elemként kezeli. Az OPML ezzel szemben a szöveges tartalmat attribútumként kezeli, ami korlátozza a kiterjeszthetőségét és eleve kizárja a beágyazott XML elemeket a szöveges tartalomban. Ez viszont egyszerűbbé teszi az OPML kódolását egy egyszerű szövegszerkesztőben.